# Urmas Reinsalu

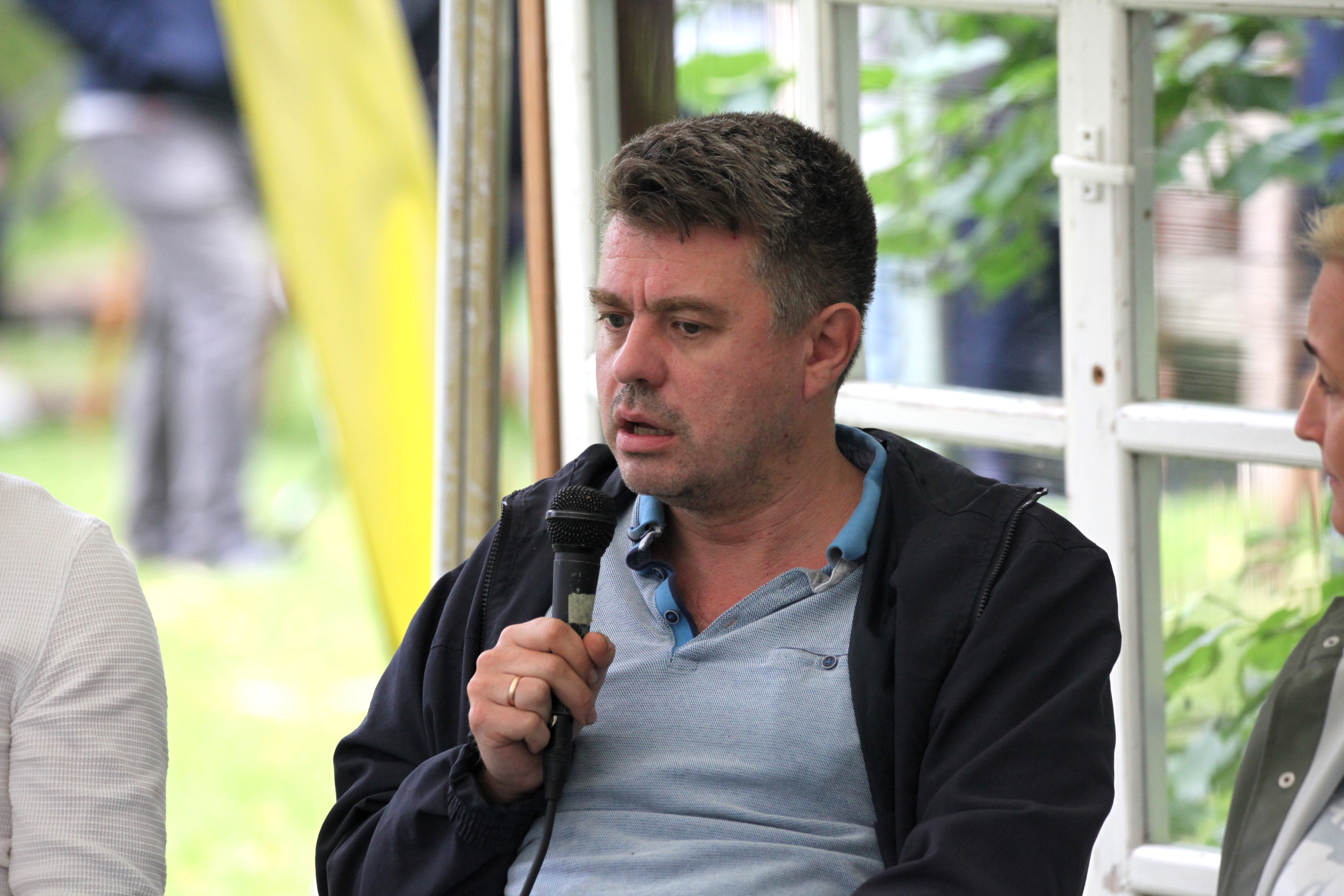
Urmas Reinsalu (2021)

Urmas Reinsalu, född 22 juni 1975 i Tallinn, är en estnisk jurist och konservativ politiker, tillhörande partiet Isamaa ("Fäderneslandet"). Från 2012 till 2014 var han Estlands försvarsminister i Andrus Ansips regering. Han var från 9 april 2015 Estlands justitieminister, först i Taavi Rõivas regering och 2016–2019 även i den efterföljande första regeringen Ratas. I den andra regeringen Ratas var han från 29 april 2019 till 26 januari 2021 Estlands utrikesminister. 
Från 2012 till 2015 var Reinsalu partiledare för Isamaa, vid denna tid under partinamnet Förbundet Fäderneslandet och Res Publica. Han avgick efter partiets kraftiga tillbakagång i valet 2015 och ersattes som partiledare av Margus Tsahkna.